# Acanthognathus poinari
Acanthognathus poinari este o specie dispărută de furnică dintro fosilă din subfamilia Myrmicinae cunoscută din Miocen găsită pe insula Hispaniola. A. poinari este prima specie a genului de furnici Acanthognathus care a fost descrisă din fosile găsite în chihlimbarul dominican și este una dintre numeroasele specii de Acanthognathus găsite în Antilele Mari. 

## Istoric și clasificare
Acanthognathus poinari este cunoscută de la o insectă fosilă solitară care, împreună cu șase diptere și o secțiune de frunze, este o includere într-un bucată transparentă de chihlimbar dominican. Chihlimbarul a fost produs de dispărutul Hymenaea protera, care a crescut anterior pe Hispaniola, în nordul Americii de Sud și până în sudul Mexicului. Specimenele au fost colectate dintr-o mină de chihlimbar nedeterminată în roci cu fosile din munții Cordillera Septentrională, nordul Republicii Dominicane. Chihlimbarul datează cel puțin din stadiul Burdigalian al Miocenului, bazat pe studiul fosilei asociate foraminifere și poate fi la fel de vechi ca Eocenul mijlociu, pe baza fosilelor asociate cocoliților. Acest interval de vârstă se datorează faptului că roca gazdă este depozit secundar pentru chihlimbar, iar intervalul de vârstă din Miocen este doar cel mai tânăr care ar putea fi.
Specimenul holotip din chihlimbar, numărul H-10-135, este în prezent păstrat în colecțiile de chihlimbar ale renumitului cercetător de chihlimbar George Poinar Jr., care la momentul descrierii erau găzduite la Universitatea Berkeley din California. Fosila a fost studiată pentru prima dată de entomologii Cesare Baroni Urbani și Maria L. De Andrade de la Universitatea din Basel, cu descrierea tipului din 1994 a noii specii fiind publicată în revista  Tranzacțiile Societății Americane de Entomologie. Epitetul specific poinari este un patronim care îl onorează pe George Poinar pentru entuziasmul său pentru chihlimbar, care i-a interesat pe autori în studiul specimenelor.
Înainte de descrierea oficială a speciei în 1994, distribuția cunoscută a genului era limitată la America Centrală și de Sud tropicală, variind de la Honduras la sud până la nordul Argentinei și sud-estul Braziliiei. Speciile membre sunt prădători activi care folosesc mandibule cu maxilar-capcană foarte mărite și modificate.

## Descriere
Exemplarul Acanthognathus poinari este bine conservat, cu o lungime estimată a corpului de 3,00 millimetrui (0,118 in), inclusiv mandibulele mărite. Colorația generală a lui A. poinari este un maro roșcat lucios în general, care se luminează ușor pe picioare și pe antene. Antenele au o formă distinctă cu 2 articulații. Mandibulele și scape sunt puțin mai scurte decât capul în lungime combinată și găzduiesc un număr de fire de păr rare. Gasterul și pețiolul sunt netede până la foarte slab punctate sau striate, stria devenind mai distinctă pe trunchi. Capsula capului prezintă modelare reticulară și puternic distinctă. A. poinari este separat de genurile vii prin ornamentația transversală distinctă întâlnită pe unghiurile cefalice posterioare.